# رسانه ماشین‌خوانا

شابک نمایش داده شده به شکل نوارهای خوانا توسط ماشین و اعداد خوانا توسط انسان

در ارتباطات و رایانش، یک رسانه خوانا توسط ماشین (رسانه داده خودکار) یک رسانه است که قادر به ذخیره داده‌ها در فرمت قابل خواندن توسط دستگاه مکانیکی است (به جای اینکه قابل خواندن توسط انسان باشد).
نمونه‌هایی از رسانه‌های قابل خواندن توسط ماشین‌ها شامل رسانه‌های مغناطیسی مانند دیسک‌های مغناطیسی، کارت‌ها، نوارها و درام‌ها، کارت‌های پانچ و نوارهای کاغذی، دیسک‌های نوری، بارکد و بسیاری از نمونه‌های دیگر است.